# Ockupationen av Alcatraz

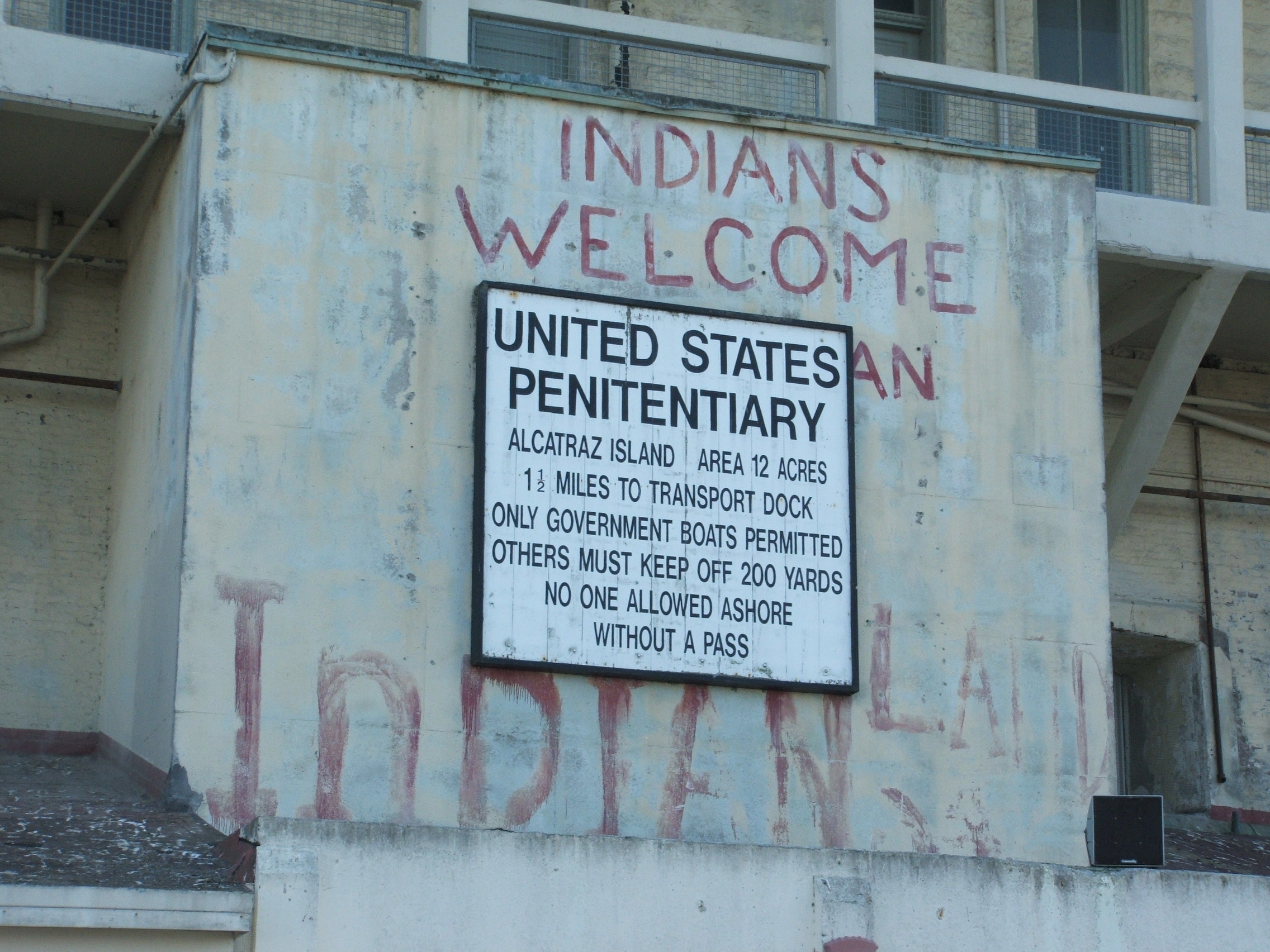
Ett minne från ockupationen 1969–1971 (fotografi 2006).

Ockupationen av Alcatraz var en aktion från USA:s urfolk som ägde rum mellan 1969 och 1971 för att fästa allmänhetens uppmärksamhet på ursprungsamerikaners situation i USA.
Från början var Alcatraz en begravningsplats för ursprungsamerikaner, men efter att ön hade sålts till de vita blev det platsen för ett fängelse. Det lades ned 1963. Natten till den 20 november 1969 invaderades ön av ett 80-tal personer från USA:s urfolk. Man hissade egen flagga med en bruten fredspipa över ön. Anslagen med texten ”US Property” hade målats över med ”Indian Property”, och talesmännen för Indians of all Tribes förklarade att USA:s urfolk gjorde anspråk på Alcatraz som sin egendom. Man skulle upprätta ett universitet och kulturcentrum på ön. Ursprungsamerikanerna erbjöd sig att betala för ön rött tyg och glaspärlor till ett värde av 24 dollar, lika mycket som Peter Minuit betalade för Manhattan 1626.
De amerikanska myndigheterna stängde av el- och vattenförsörjningen till ön. Men fler ursprungsamerikaner anslöt sig till ockupanterna, och man ordnade en egen generator. Sympatisörer på fastlandet försåg dem med mat och vatten. Under våren 1971 tunnades ockupationsstyrkan ut. Förhandlingarna pågick hela tiden med myndigheterna. Den 11 juni 1971 landsteg en kombinerad polis- och kustbevakningsstyrka. 15 personer från ursprungsbefolkningen arresterades. Ockupanterna dömdes till straff på 10 års fängelse, och böter på 10 000 dollar utlovades till den som utan tillstånd ånyo satte sin fot på ön.